# Classificazione dei prodotti associati alle attività
La classificazione dei prodotti associati alle attività (CPA) è la versione europea del CPC, standard elaborato dalle Nazioni Unite per la classificazione statistica dei prodotti. Tuttavia, a differenza del CPC, che viene solo raccomandato, il  CPA è obbligatorio per i paesi dell'Unione europea.
Il  CPA differisce dal CPC anche nella struttura, in quanto segue il criterio dell'origine economica dei prodotti, facendo riferimento alle branche di attività economica come definite nel NACE/ATECO.
La classificazione è articolata in sei livelli:
1. 21  sezioni identificate da una lettera dalla A alla U;
2. 88  divisioni identificate da un codice numerico di due cifre;
3. 261  gruppi identificati da tre cifre;
4. 575  classi identificate da quattro cifre;
5. 1342  categorie identificate da cinque cifre;
6. 3142  sottocategorie identificate da sei cifre.

Ciascun codice numerico incorpora i codici dei livelli superiori. Ad esempio:
- A: sezione «Prodotti dell'agricoltura, silvicoltura e pesca»;
  - 01: divisione «Prodotti dell'agricoltura e della caccia e relativi servizi»;
    - 01.2: gruppo «Colture permanenti»;
      - 01.23: classe «Agrumi»;
        - 01.23.1: categoria «Agrumi» (in questo caso coincide con la classe);
          - 01.23.13: sottocategoria «Arance».